# Grand Prix na Żużlu 1995
Grand Prix IMŚ na Żużlu 1995 – inauguracyjny cykl turniejów, prowadzony przez Międzynarodową Federację Motocyklową (FIM). Cykl Grand Prix zastąpił jednodniowe indywidualne mistrzostwa świata. W sezonie 1995 17 żużlowców zmagało się o tytuł mistrza świata podczas 6 rund.

## Zasady
Każdy turniej składał się z 24 biegów. Zawodnicy startowali wedle dwudziestobiegówki. Następnie, na podstawie zdobytych punktów, przydzielani byli do biegów finałowych. Najlepsza czwórka startowała w finale A (bieg 24), miejsca 5-8 w finale B (bieg 23), miejsca 9-12 w finale C (bieg 22), miejsca 13-16 w finale D (bieg 21), natomiast pozostała dwójka kończyła udział w Grand Prix z dwoma i jednym punktem.
Pozycje startowe w finałach B, C i D przydzielana były na podstawie miejsc po 20. biegach. Zawodnicy z miejsc 5, 9 i 13 startowali z toru A w kasku czerwonym, miejsca 6, 10 i 14 z toru B w kasku niebieskim, miejsca 7, 11 i 15 z toru C w kasku białym, natomiast miejsca 8, 12 i 16 z toru D w kasku żółtym. W finale A zawodnicy sami wybierali tor w kolejności zajętego miejsca po 20. biegach.

## Punktacja
| Miejsce | 1  | 2  | 3  | 4  | 5  | 6  | 7  | 8  | 9  | 10 | 11 | 12 | 13 | 14 | 15 | 16 | 17 | 18 |
| ------- | -- | -- | -- | -- | -- | -- | -- | -- | -- | -- | -- | -- | -- | -- | -- | -- | -- | -- |
| Punkty  | 20 | 18 | 17 | 16 | 15 | 14 | 13 | 12 | 11 | 10 | 9  | 8  | 7  | 6  | 4  | 3  | 2  | 1  |

## Zawodnicy
Zawodnicy z numerami 1-15 oraz 17-18 w sezonie 1995 startowali we wszystkich turniejach. Pierwsza dziesiątka to kolejno najlepsi żużlowcy z finału IMŚ ’94. Numery 11-15 oraz 18 otrzymali zawodnicy, którzy zajmowali wysokie miejsca w finale IMŚ ’93. Numer 17 otrzymał indywidualny mistrz świata juniorów z 1994. W każdym turnieju z numerem 16 startował inny zawodnik (tzw. dzika karta).

### Stali uczestnicy
| (1) Tony Rickardsson – mistrz świata 1994 (2) Hans Nielsen – wicemistrz świata 1994 (3) Craig Boyce – II wicemistrz świata 1994 (4) Greg Hancock – 4. miejsce na IMŚ 1994 (5) Tommy Knudsen – 5. miejsce na IMŚ 1994 (6) Marvyn Cox – 6. miejsce na IMŚ 1994 (7) Henrik Gustafsson – 7. miejsce na IMŚ 1994 (8) Mark Loram – 8. miejsce na IMŚ 1994 (9) Josh Larsen – 9. miejsce na IMŚ 1994 | (10) Jan Stæchmann – 10. miejsce na IMŚ 1994 (11) Chris Louis – 3. miejsce na IMŚ 1993 (12) Sam Ermolenko – mistrz świata 1993 (13) Tomasz Gollob – 7. miejsce na IMŚ 1993 (14) Andy Smith – 5. miejsce na IMŚ 1993 (15) Gary Havelock – 6. miejsce na IMŚ 1993 (16) dzika karta (17) Mikael Karlsson – mistrz świata juniorów 1994 (18) Billy Hamill – 10. miejsce na IMŚ 1993 |

### Stali rezerwowi
(19)  Peter Karlsson – 8. miejsce na IMŚ 1993

### Dzikie karty
| (16) Dariusz Śledź (raz; GP Polski) (16) Franz Leitner (raz; GP Austrii) (16) Gerd Riss (raz; GP Niemiec) | (16) Peter Karlsson (raz; GP Szwecji) (16) Lars Gunnestad (raz; GP Danii) (16) Jason Crump (raz; GP Wielkiej Brytanii) |

## Terminarz i wyniki
| Lp. | Data        | Grand Prix        | Stadion            | Miasto          | Zwycięzca     |        |
| --- | ----------- | ----------------- | ------------------ | --------------- | ------------- | ------ |
| 1   | 20 maja     | Polski            | Stadion Olimpijski | Wrocław         | Tomasz Gollob | Wyniki |
| 2   | 7 czerwca   | Austrii           | ÖAMTC Zweigverein  | Wiener Neustadt | Billy Hamill  | Wyniki |
| 3   | 8 lipca     | Niemiec           | Motorstadion       | Abensberg       | Tommy Knudsen | Wyniki |
| 4   | 12 sierpnia | Szwecji           | Motorstadium       | Linköping       | Tommy Knudsen | Wyniki |
| 5   | 9 września  | Danii             | Speedway Center    | Vojens          | Hans Nielsen  | Wyniki |
| 6   | 30 września | Wielkiej Brytanii | Hackney Stadium    | Londyn          | Greg Hancock  | Wyniki |

## Klasyfikacja końcowa
| Poz | Zawodnik                | POL | AUT | GER | SWE | DEN | GBR | Punkty |
| --- | ----------------------- | --- | --- | --- | --- | --- | --- | ------ |
| 1   | (2) Hans Nielsen        | 18  | 17  | 18  | 16  | 20  | 14  | 103    |
| 2   | (1) Tony Rickardsson    | 15  | 18  | 12  | 18  | 17  | 8   | 88     |
| 3   | (12) Sam Ermolenko      | 14  | 11  | 10  | 12  | 18  | 18  | 83     |
| 4   | (4) Greg Hancock        | 9   | 13  | 9   | 17  | 14  | 20  | 82     |
| 5   | (18) Billy Hamill       | 4   | 20  | 17  | 11  | 13  | 15  | 80     |
| 6   | (8) Mark Loram          | 16  | 16  | 8   | 9   | 11  | 17  | 77     |
| 7   | (11) Chris Louis        | 17  | 10  | 13  | 15  | 15  | 7   | 77     |
| 8   | (7) Henrik Gustafsson   | 12  | 15  | 15  | 8   | 7   | 16  | 73 + 3 |
| 9   | (13) Tomasz Gollob      | 20  | 12  | 6   | 10  | 16  | 9   | 73 + 2 |
| 10  | (5) Tommy Knudsen       | 2   | 2   | 20  | 20  | 12  | 11  | 67     |
| 11  | (3) Craig Boyce         | 11  | 8   | 7   | 14  | 10  | 10  | 60     |
| 12  | (6) Marvyn Cox          | 8   | 14  | 11  | 7   | 8   | 6   | 54     |
| 13  | (15) Gary Havelock      | 13  | 7   | 4   | 6   | 2   | 13  | 45     |
| 14  | (14) Andy Smith         | 6   | 9   | 14  | 3   | 3   | 3   | 38     |
| 15  | (10) Jan Stæchmann      | 7   | 4   | 3   | 1   | 6   | 2   | 23     |
| 16  | (17) Mikael Karlsson    | 3   | 3   | 2   | 4   | 1   | 4   | 17     |
| 17  | (16) Gerd Riss          | –   | –   | 16  | –   | –   | –   | 16     |
| 18  | (16, 19) Peter Karlsson | 1   | 1   | 1   | 13  | –   | –   | 16     |
| 19  | (16) Jason Crump        | –   | –   | –   | –   | –   | 12  | 12     |
| 20  | (16) Dariusz Śledź      | 10  | –   | –   | –   | –   | –   | 10     |
| 21  | (16) Lars Gunnestad     | –   | –   | –   | –   | 9   | –   | 9      |
| 22  | (9) Josh Larsen         | –   | –   | –   | 2   | 4   | 1   | 7      |
| 23  | (16) Franz Leitner      | –   | 6   | –   | –   | –   | –   | 6      |